# Пувірнітук
Пувірнітук (англ. Puvirnituq, інук. ᐳᕕᕐᓂᑐᖅ, фр. Puvirnituq, до 1995 року Повунґнітук (Povungnituk)) — село у Канаді, у районі Нунавік регіону Північ Квебеку провінції Квебек, на східному березі Гудзонової затоки. Населення села становить 1692 людини (перепис 2011 року), близько 93 % якого складають ескімоси.
Село є одним з 14 так званих північних сіл (офіційний статус) Квебеку.
У селі є аеропорт.

## Назва
Назва села Пувірнітук у перекладі з ескімоської мови означає «гниле м'ясо». До 8 березня 1995 року село називалося Повунґнітук Povungnituk На картах Канади, виданних в Україні ДНВП «Кртографія», село досі (2011 рік) позначене як Повунґнітук.

## Географічні данні
Село розташоване на заході півострова Унгава, на березі Гудзонової затоки.
У адміністративному відношенні село входить до складу району Нунавік регіону Північ Квебеку провінції Квебек.
Територія села 85,74 км² (за іншими даними 111,50 км²), однак заселена частина села становить лише приблизно 1 км². Навколо села, на відміну від більшості інших північних сіл Квебеку, не виділено резервну територію інуітів (офіційне поняття), територію для використання виключно ескімосами (інуітами).

## Історія
Вперше тутешню місцевість описав геолог Альберт Пітер Лоу (Albert Peter Low) 1898 року. В той час тут не було поселення, лише кілька ескімоських сімей приходили сюди у певні сезони.
1910 року відома французька хутрова компанія «Брати Ревільон» (Revillon Frères) за 30 км на південь від сучасного села заснувала пункт зі скуповування хутра у місцевих ескімосів. 1927 року Компанія Гудзонової затоки там само заснувала свій пункт скуповування хутра. 1952 року Компанія Гудзонової затоки перенесла свій пункт на місце, де тепер знаходиться село. Закриття торговельних пунктів в інших місцях, призвело до того, що місцеві ескімси почали пересилятися сюди.

## Населення
Населення села Пувірнітук за переписом 2011 року становить 1692 людини і для нього характерним є зростання у період від перепису 2001 року
- 2001 рік — 1287 особи[5]
- 2006 рік — 1457 особа[5]
- 2011 рік — 1692 осіб[2]

Данні про національний склад населення, рідну мову й використання мов у селі Пувірнітук, отримані під час перепису 2011 року, будуть оприлюднені 24 жовтня 2012 року. Перепис 2006 року дає такі данні:
- корінні жителі — 1155 осіб,
- некорінні — 85 осіб.

| Мова                                          | Рідна мова | Рідна мова | Володіння офіційною мовою | Володіння офіційною мовою | Мова, якою найчастіше розмовляють вдома | Мова, якою найчастіше розмовляють вдома | Мова, якою найчастіше розмовляють на роботі | Мова, якою найчастіше розмовляють на роботі |
| Мова                                          | 2006       | 2011       | 2006                      | 2011                      | 2006                                    | 2011                                    | 2006                                        | 2011                                        |
| Англійська                                    | 10         |            | 550                       |                           | 20                                      |                                         | 140                                         |                                             |
| Французька                                    | 35         |            | 250                       |                           | 40                                      |                                         | 30                                          |                                             |
| Французька і англійська                       | 0          |            | 205                       |                           | 0                                       |                                         | 10                                          |                                             |
| Англійська і неофіційна мова                  | 0          |            | 0                         |                           | 10                                      |                                         | 100                                         |                                             |
| Французька і неофіційна мова                  | -          |            | -                         |                           | 10                                      |                                         | 10                                          |                                             |
| Французька, англійська і неофіційна мова      | 0          |            | 0                         |                           | 0                                       |                                         | 25                                          |                                             |
| Інша мова (мови)                              | 1390       |            | -                         |                           | 1360                                    |                                         | 310                                         |                                             |
| Не володіють ані англійською, ані французькою | -          | -          | 425                       |                           | -                                       | -                                       | -                                           | -                                           |